# 徐立全
徐立全（1956年2月—），男，安徽合肥人，中华人民共和国政治人物。合肥工业大学电气工程系工业电气自动化专业毕业，复旦大学经济学系政治经济学专业在职研究生学历。曾任湖北省政协主席。

## 生平
1976年8月加入中国共产党。1982年2月参加工作，历任共青团合肥市委副书记、安徽省委副书记、书记，安徽省外事（侨务）办公室主任，中共宿县地委副书记、行署专员、地委书记，宿州市委书记、市人大常委会主任等职。2001年，任安徽省人民政府秘书长、党组成员，办公厅党组书记。2003年，任安徽省副省长。2005年5月，任中共安徽省委常委、省委政法委书记。2006年12月，兼任安徽省公安厅厅长。2013年8月，不再兼任安徽省公安厅厅长。2016年2月，任安徽省政协副主席、党组副书记。2016年9月，不再担任中共安徽省委常委、政法委书记。2016年12月，任安徽省政协党组书记、副主席。2017年1月，当选安徽省政协主席。2018年1月，徐立全与原任湖北省政协主席、党组书记的张昌尔对调，担任湖北省政协党组书记。2018年1月，当选湖北省政协主席。2021年1月，卸任省政协主席。2021年3月，增补为全国政协社会和法制委员会副主任。